# Kawasaki Ninja ZX-25R
La Kawasaki Ninja ZX-25R è una motocicletta stradale prodotta dalla casa motociclistica giapponese Kawasaki dal 2020.

## Descrizione
La moto è caratterizzata per avere un motore a quattro cilindri in linea da 249 cm³, quindi un propulsore dalla cubatura molto ridotta ma con un frazionamento multicilindrico. Il propulsore è montato frontemarcia ed è alimentato da un sistema ad iniezione elettronica indiretta multipoint con distribuzione bialbero e 16 valvole, quattro per ogni cilindro; eroga circa 50 CV e può toccare i 17000 giri/min. La potenza può essere incrementata a 51 CV a 15500 giri/min con l'ausilio di un Air box, con la coppia massima che può arrivare a 22,9 Nm (2,3 kgm) a 14500 giri/min.
Viene prodotta in Indonesia e Thailandia come erede della Ninja ZX-2R/ZXR250, che è stata prodotta tra il 1988 e il 1997. Questa motocicletta è stata presentata per la prima volta al Tokyo Motor Show nel 2019, per poi venire lanciata sul mercato asiatico il 10 luglio 2020.